# Station Le Genest
Station Le Genest is een spoorweghalte in de Franse gemeente Le Genest-Saint-Isle. Zij wordt bediend door treinen van het netwerk TER Pays de la Loire op de trajecten Rennes - Laval en Rennes - Le Mans.